# Insurrection de Souzdal de 1024
L'insurrection de Souzdal de 1024 (en russe : Суздальское восстание 1024 года) est un événement de l'an 1024 qui a eu lieu dans les terres de Souzdal. Selon la « Chronique des temps passés », en raison d'une mauvaise récolte causée par la sécheresse, les Volkhves se sont rebellés et ont commencé à tuer les « enfants les plus âgés ». Pour résoudre la situation, le prince Iaroslav Vladimirovitch s'est rendu à Souzdal. C'est la première mention de la ville de Souzdal,.
En russe moderne : В се же лето въсташа волъсви в Суждали, избиваху старшую чадь къ дыяволю наущенью и беснованью глаголяще яко си держать гобино. Бе мятежь великъ и голод по всеи тои стране. Идоша по Волзи вси людье в Болгары и привезоша жито и тако ожиша. Слышав же Ярославъ волхвы приде Суздалю изъимавъ волхвы расточи, а другым показны, рек сице: «Бог наводить по грехомь на куюждю землю гладом или мором ли ведромь ли иною казнью, а человекъ не весть ничтоже»

## Littérature
- (ru) V.V. Gouliaïeva, Суздаль. Домонгольский период : [« Souzdal. Période pré-mongole »], Vladimir, Maison d'édition de l'université d'État de Vladimir,‎ 2008, 172 p. (lire en ligne [PDF]).  ((ru) « Суздаль. Домонгольский период » (version du 1er octobre 2023 sur Internet Archive))